# Шарль Моне
Шарль Моне (фр. Charles Monnet 10 січня 1732, Париж — 1808, за деякими джерелами 1816 або 1817 Париж) — французький художник історичного жанру, пейзажист, декоратор, гравер й ілюстратор книг. Відомий своїми роботами, присвяченими Великій французької революції.

## Біографія

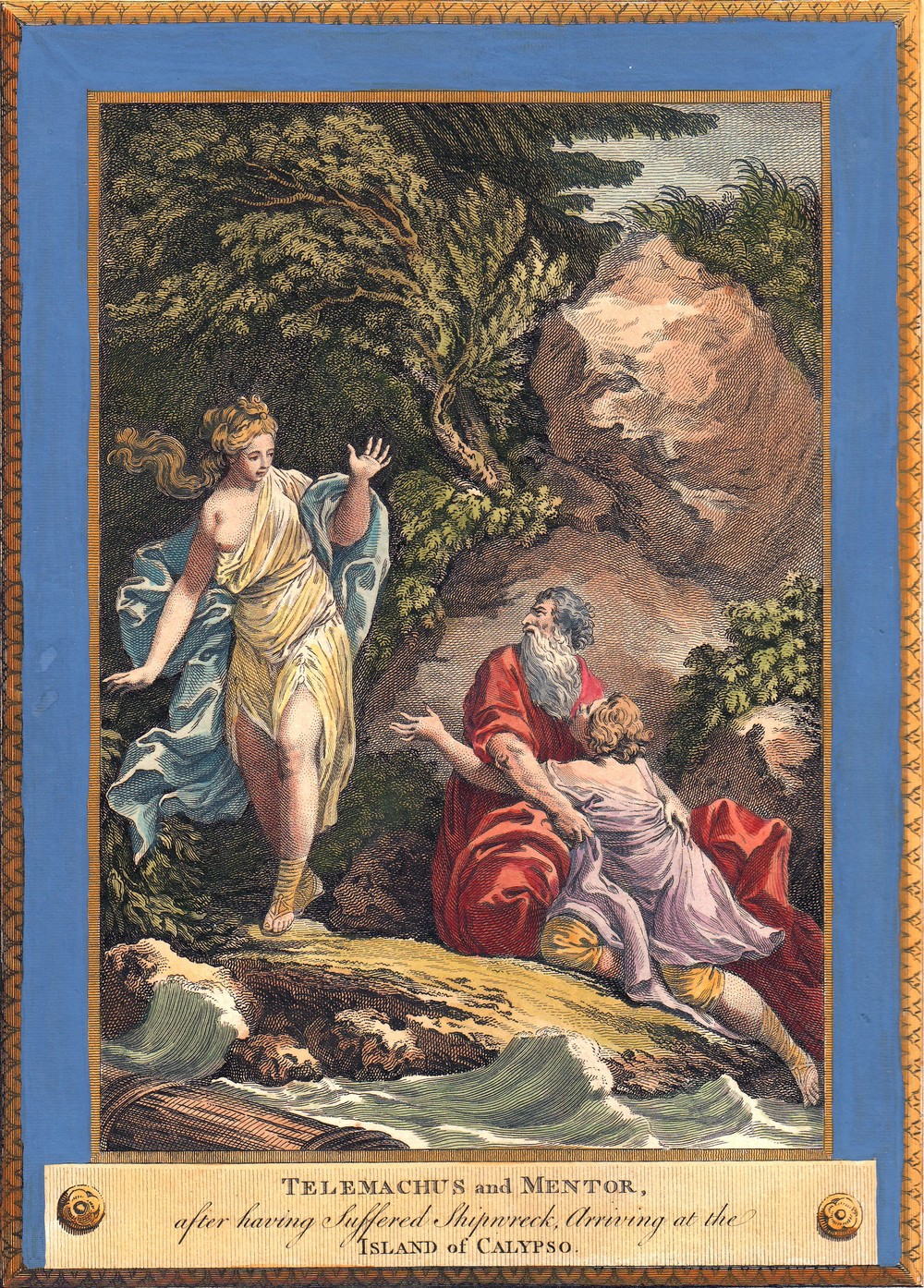
Шарль Моне. Гравюра з аквареллю з книги «Пригоди Телемаха» 1774

Володар здібностей до малювання, молодий Шарль вчиться у Jean II Restout в Академії живопису і скульптури. Виділяючись своїм талантом серед однолітків, в 1753 році за виконані художні роботи отримав вищий приз академії — «the Rome Prize». Ця нагорода дозволила йому відправитися в тривалу творчу поїздку по Італії (Гран-тур), в якій він вивчав художню спадщину італійського відродження . Він відвідав найбільші міста, знайомлячись з архітектурою і живописом найбільших майстрів минулого. Все це в подальшому знайшло своє відображення в його творчості.
У 1765 році був прийнятий в члени Французької Академії живопису і скульптури . Він відчуває брак повноцінного анатомічного навчального посібника для навчання студентів. Щоб заповнити цю прогалину, він у співавторстві з гравером Жілем Демарто протягом декількох років працював над анатомічним посібником для художників і скульпторів «Анатомія як мистецтво» (оригінальна назва «Études d'anatomie à l'usage des peintres»). Перше багато ілюстроване видання випускалося у вигляді щорічних томів в період 1770—1775 років.

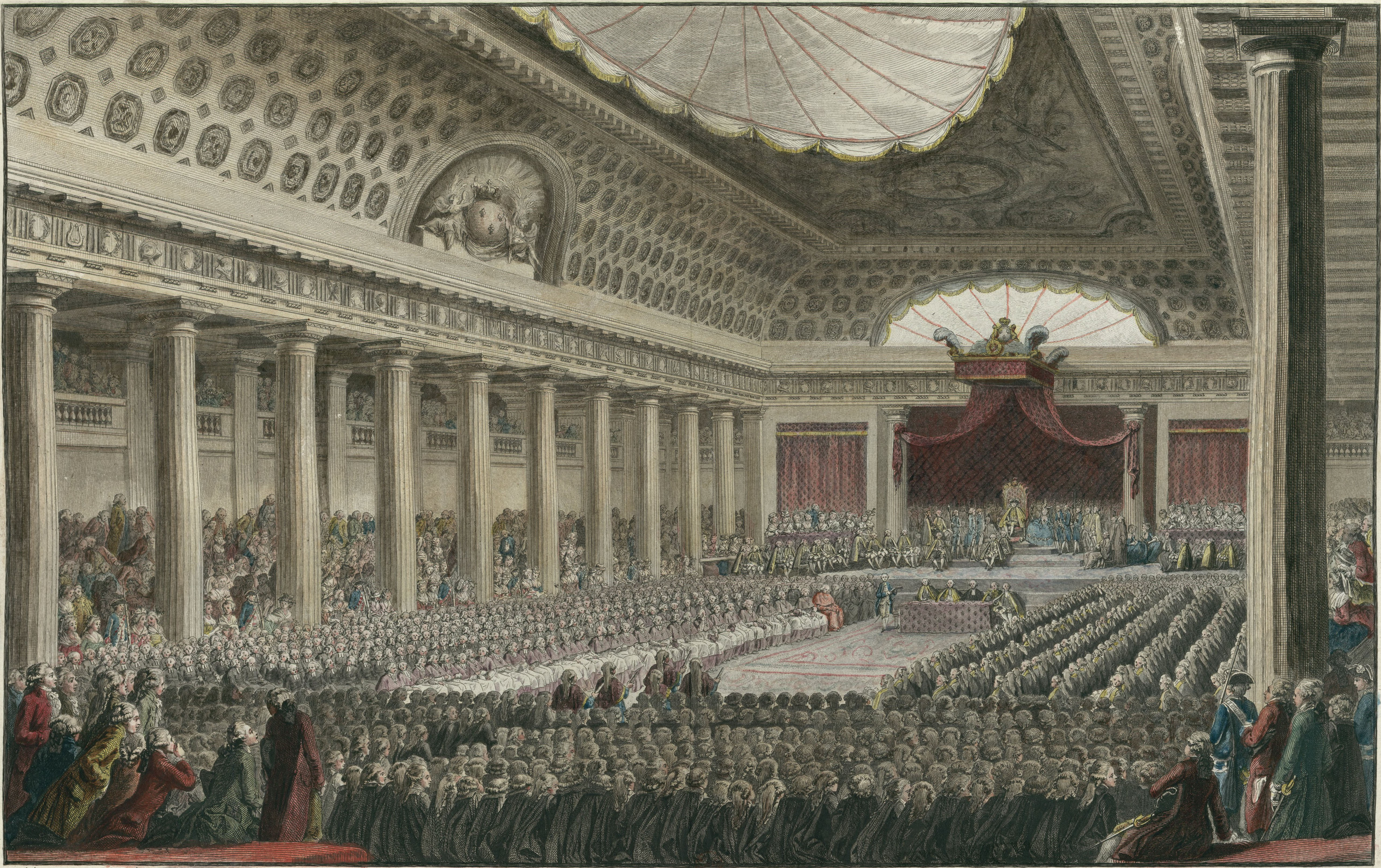
Гравюра по картині Шарля Моне (1732—1808). Відкриття Генеральних Штатів у Версалі 5 травня 1789

Королівським художником він отримав престижне замовлення на художнє оформлення дверного фасаду для архітектурного комплексу, що знаходиться в Малому Тріаноні Версаля . Міфологічні композиції, що зображують Борея і Оріфія, а також Флору і Зефір, були виконані і встановлені в 1768 році.
У 1767 році Шарль Моне дебютував як автор трьох історичних картин. Саме історичні і міфологічні сцени були основними в його живописі початкового періоду творчості, втім, він також писав портрети, пейзажі, виконував замовлення на декоративні роботи. Протягом всієї своєї кар'єри художника Шарль Моне був постійним учасником Паризького художнього салону, на якому з успіхом виставляв свої роботи.
Шарль Моне був одним з найвідоміших ілюстраторів в кінці вісімнадцятого століття. Як його дебют в цьому жанрі можна вважати художнє оформлення комедії французького драматурга Шарля Палиссо «Філософи», що вийшла в 1760 році (Paris: Duchesne, 1760). Широку популярність йому принесли ілюстрації до пригод Телемаха, що вийшли в 1774 році великим тиражем, а в наступному році видання спільно з гравером Уильямом Уокером Метаморфоз Овідія . Шарль Моне виконав ілюстрації до байок Баузара (Fables, par M. Boisard), видані в складі творів під назвою «Fables» (т. 1 і 2, Париж, 1773—1777; том 3, Кан, 1805).
Він також ілюстрував байки Лафонтена, спільно з Моро, Марийе і Мартини — романи і казки Вольтера, тисячі сімсот сімдесят вісім і Небезпечні зв'язки П'єра де Лакло, видані в 1796 році в Лондоні . У наступні роки багато з його робіт стали відомі завдяки виконаним згодом на їх основі гравюр.

## На службі влади
Шарль Моне за свою довгу творчу кар'єру встиг попрацювати при Людовіку XVI, в епоху Великої французької революції і при Наполеоні, при цьому він завжди вміло пристосовувався до політичного замовлення. Його історичні роботи користувалися попитом можновладців. У 1775 році Моне виконав цілу серію робіт, присвячених коронації короля Людовика XVI, а також Марії-Антуанетти і прославляли монархію. Вони були виконані в алегоричному стилі і послужили основою для гравюр, що увійшли до збірки «Allégorie gravée à l'occasion de l'avènement de Louis XVI» (1775). Пізніше, коли 21 січня 1793 король був обезголовлений, у французькому журналі з'явилося вигравіруване Шарлем Моне зображення, що ілюструє обезголовлення короля, після чого в його творчості настав період з переважанням революційної тематики.
Після Великої французької революції Моне знову з успіхом пристосувався до нової політичної обстановкиі створив найуспішніші роботи у своїй художній кар'єрі — малюнки сцен найбільш значущих революційних подій. Вони користувалися великим успіхом на художньому салоні в 1793 році.
З приходом до влади Наполеона Шарль Моне створив серію з 69 малюнків, які ілюструють історію Франції під владою імператора. В кінці свого життя Шарль Моне займався викладацькою діяльністю на посаді професора малювання в l'École de Saint-Cyr. Він поступово відійшов від активної діяльності і, як наслідок, після 1808 року не було зареєстровано жодної з його робіт.

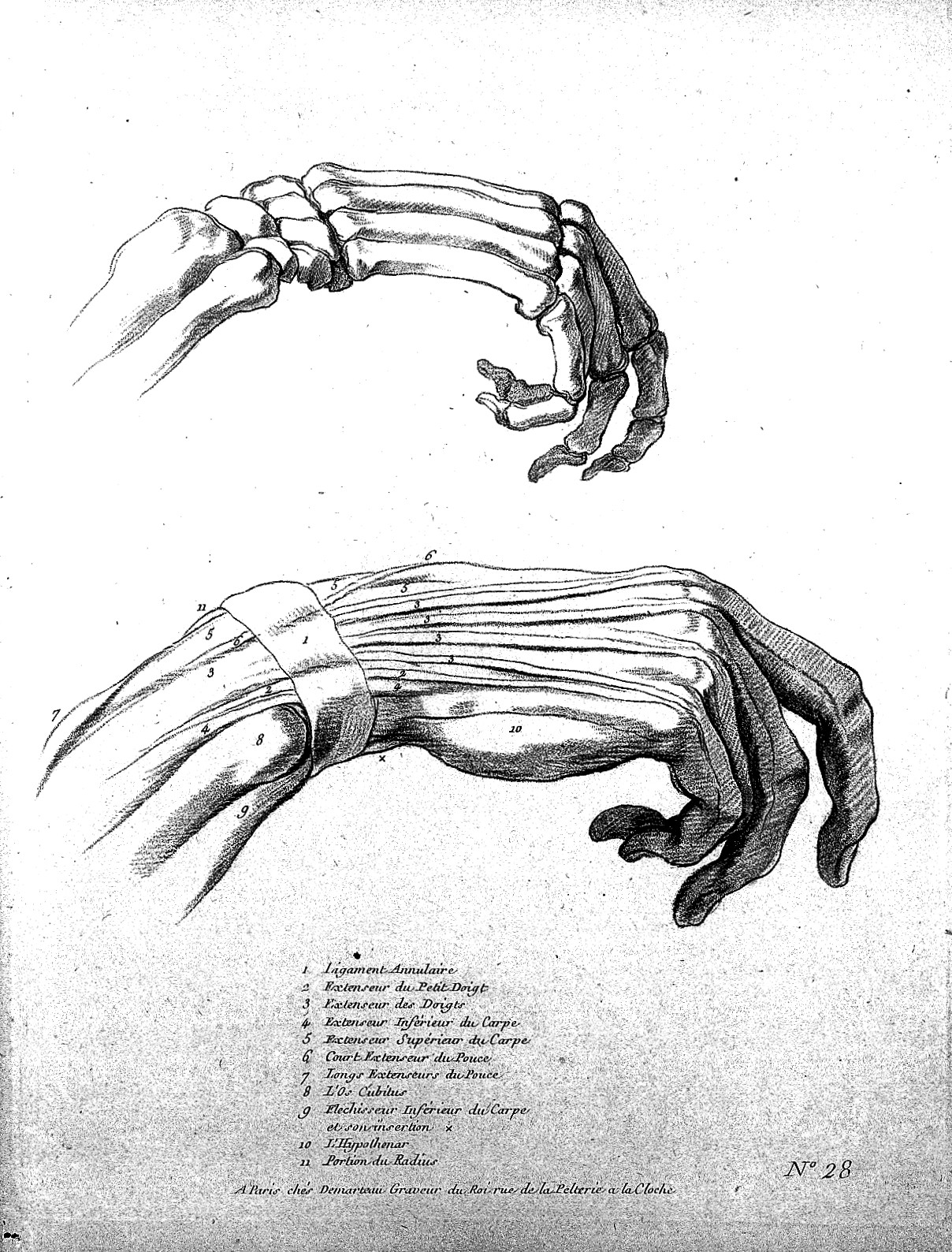
Анатомія як мистецтво. 1770—1775

Дата смерті Шарля Моне точно невідома. Одні джерела вказують на те, що він помер у 1808 році в Парижі; інші стверджують, що він помер в 1816 або навіть 1817 році.

## Цікаві факти
- У роботі «Анатомія мистецтва», при виготовленні гравюр за малюнками Шарля Моне, Жиль Демарто застосував нову технологію, що дозволяє передати всю чистоту малюнка, відтворити м'якість роботи з олівцем на зернистої папері[13] .